# Niżnij-Nojbier
Niżnij-Nojbier (ros. Нижний-Нойбер) – wieś w Rosji, w Czeczenii, w rejonie gudermeskim. W 2010 liczyła 6780 mieszkańców.